# 65357 Antoniucci
65357 Antoniucci è un asteroide della fascia principale. Scoperto nel 2002, presenta un'orbita caratterizzata da un semiasse maggiore pari a 2,5274393 UA e da un'eccentricità di 0,1151207, inclinata di 5,05998° rispetto all'eclittica.
L'asteroide è dedicato al fisico italiano Simone Antoniucci.